# Vila Franca do Deão
Vila Franca do Deão es una freguesia portuguesa del concelho de Guarda, con 12,76 km² de superficie y 159 habitantes (2001). Su densidad de población es de 12,5 hab/km².